# Agàmids
Els agàmids (Agamidae) són una família de sauròpsids (rèptils) escatosos que inclou més de 300 espècies de llangardaixos repartides entre Àfrica, Àsia, Austràlia i el sud d'Europa. Filogenèticament, podrien ser el grup germà dels iguànids (Iguanidae), i presenten una aparença similar.
Els agàmids sovint tenen unes potes fortes i ben desenvolupades. La cua no es regenera com sí que passa amb els dragons, encara que sí que s'ha observat un cert grau de regeneració en alguns agàmids. Moltes espècies tenen certa capacitat de canvia de color. Habiten entorns càlids, des de deserts fins a boscos tropicals.